# Fausto Maria Martini
(da Si sbarca a New York)
Fausto Maria Martini (Roma, 14 aprile 1886 – Roma, 12 aprile 1931) è stato un poeta, drammaturgo e critico letterario italiano, della scuola crepuscolare romana dei primi decenni del Novecento.

## Biografia
Nacque a Roma da un'agiata famiglia borghese e nella stessa città frequentò il liceo classico nel rinomato collegio Nazareno, dove fu allievo di Luigi Pietrobono. Si iscrisse alla facoltà di giurisprudenza, ma i suoi interessi erano indirizzati agli studi letterari, alla vita sociale brillante, al giornalismo, al teatro, e soprattutto alla poesia. Crebbe artisticamente nel gruppo dei giovani poeti romani, tra i cui esponenti di spicco vi erano Tito Marrone e Sergio Corazzini. Incuriosito e affascinato, ne seguì la poetica crepuscolare nelle sue prime raccolte di versi: Le piccole morte (1906) e Panem nostrum (1907). Specialmente nella prima, riecheggiano suggestioni carducciane e pascoliane che risalgono ai recenti studi liceali e all'insegnamento di Pietrobono.
Dopo la morte prematura di Corazzini per etisia nel 1907, assieme agli amici Gino Calza-Bini e Alberto Tarchiani decise d'intraprendere un avventuroso viaggio negli Stati Uniti, imbarcandosi su un vapore spagnolo. Di questo viaggio lo stesso autore fornirà, molto più tardi, un'ampia descrizione nel libro di narrativa Si sbarca a New York (1930), nel quale rievocherà, con toni nostalgici e con sobria fantasia artistica, quel cenacolo romano che era stato per lui l'età felice delle speranze e dei sogni: l'età della poesia.
Al termine del soggiorno americano, nel 1908, ritornò in Italia e avvertì il bisogno di un periodo di isolamento. Si ritirò per un anno in un convento di frati cappuccini, a Cittaducale; poi fu ospite di alcuni parenti in un paesino abruzzese. Frutto poetico significativo di questo periodo furono le Poesie provinciali (1910).
Tornato a vivere a Roma nel 1909, cominciò a lavorare come critico teatrale nella redazione della rivista La Tribuna. Questa collaborazione durò fino al 1925, quando si trasferì al Giornale d'Italia. In questo periodo, affiancando all'attività di critico quella di commediografo, pubblicò Il Mattutino (1910), La bisca (1911), la trilogia Aprile (1913), Il giglio nero (1914) ed altri testi teatrali.
Nel 1915 partì come volontario per il fronte e, nel novembre 1916, in trincea fu ferito gravemente con un colpo al cranio che lo costrinse a passare da un ospedale all'altro, per circa tre anni. Ai gravi problemi fisici si aggiunse una forma depressiva, che peraltro non gli impedì di riprendere l'attività giornalistica, né quella letteraria. Anzi, nel decennio 1921-1931 la sua multiforme produzione si arricchì di opere narrative come Verginità (1921), romanzo dedicato al dramma della Grande Guerra, Il cuore che m'hai dato (1925), I volti del figlio (1928) e il già citato Si sbarca a New York (1930), forse il più noto dei suoi scritti in prosa.
Nel 1918 sposò Emma Angelini Paroli, una vedova di nobile famiglia perugina, da lui conosciuta come crocerossina, e ne ebbe una figlia. Nel 1929 lasciò la redazione del Giornale d'Italia, ma continuò a pubblicare racconti e articoli su testate importanti come Il Corriere della sera e Nuova Antologia.
Aveva appena licenziato per la stampa il suo ultimo lavoro narrativo Il Silenzio (pubblicato postumo nel 1932), quando la morte sopraggiunse nella notte del 12 aprile 1931.

## La poetica
La prima raccolta di versi del poeta ventenne, Le piccole morte (1906) riflette ancora le suggestioni pascoliane e carducciane dei suoi studi liceali. Già nella prova successiva, Panem nostrum (1907), nonostante il chiaro modello dannunziano, emerge la futura adesione alle tematiche del crepuscolarismo, alle aspirazioni e alle delusioni tardo-romantiche del cenacolo di Sergio Corazzini.
Simili motivi, con qualche concessione alla retorica, ma con sinceri accenti malinconici nei suoi esiti migliori, è facile riscontrare non solo nella successiva raccolta Poesie provinciali (1910), ma anche nelle opere narrative e teatrali: tenui atmosfere, apprensioni, spiritualità conflittuale e una mestizia di fondo, che a volte si carica di toni drammatici, come in Verginità (1920) e nel Fiore sotto gli occhi (1922), opere che rinviano all'esperienza traumatica della guerra.
«La poesia è sentirsi morire», affermava Martini in Si sbarca a New York (1930), un anno prima di morire, teorizzando così l'identificazione della poesia tanto con la vita, quanto con la morte. Per essere esatti, così egli immaginava di sentirsi rispondere dall'amico Corazzini alla sua domanda appassionata: «Sergio, che cos'è la poesia? È questo sconfinato amore del mondo e della vita? È questo tremore di esser vivi onde siamo malati a vent'anni?»

## Opere

### Poesia
Raccolte
- Le piccole morte, Torino, 1906.
- Panem nostrum, Roma, 1907.
- Poesie provinciali, Napoli, 1910.
- Tutte le poesie, a cura di Giuseppe Farinelli, Milano, IPL, 1966

Poesie in rivista
- Bianche mani, in Vita letteraria, 15 febbraio 1905.
- Lo specchio, in Vita letteraria, 24 maggio 1907.
- I due vicini, in Vita letteraria, 13 dicembre 1907.
- Versi, in Nuova Antologia, 10 novembre 1917.

### Narrativa
- La porta del Paradiso, Milano, 1918.
- Verginità, Firenze, 1920.
- La vetrina delle antichità, Milano, 1923.
- Il cuore che m'hai dato, Milano, 1925.
- I volti del figlio, Milano, 1928.
- Lo zar non è morto, Roma, Edizioni dei Dieci - Sapientia, 1929 (romanzo collettivo, con il "Gruppo dei Dieci")[4]
- Si sbarca a New York, Milano, 1930.
- Il silenzio, Milano, 1932.
- Appunti di vita di guerra, Milano, 1933.

### Teatro
L'elenco che segue non comprende le opere rappresentate in teatro ma non pubblicate, né gli scritti critici pubblicati sul Corriere della sera e su periodici vari:
- Ridi, pagliaccio!, Bologna, 1919.
- Il giglio nero, Firenze, 1920.
- Il fanciullo che cadde, 1921.
- La stonatura, Napoli, 1922.
- II fiore sotto gli occhi, Milano, 1922.[5]
- L'altra Nanetta, 1923.
- La facciata, Firenze, 1925.[6]
- La sera del trenta, Firenze, 1926.
- Bisboccia, Milano, 1929.
- Mattutino, Milano, 1929.